# Parácuaro (kommun)
Parácuaro är en kommun i Mexiko.   Den ligger i delstaten Michoacán de Ocampo, i den södra delen av landet, 300 km väster om huvudstaden Mexico City.
Följande samhällen finns i Parácuaro:
- Buenos Aires
- Antúnez
- Los Bancos
- Veinte de Noviembre
- Las Crucitas
- Chonengo
- El Varal
- Ciudad Morelos
- Puerta Chica
- El Junco
- Monte Grande
- El Valle